# Pennsylvania School for the Deaf
Ne doit pas être confondu avec Western Pennsylvania School for the Deaf.
Pennsylvania School for the Deaf, dont le nom est couramment abrégé en PSD, est une école pour sourds, située à Pennsylvanie, aux États-Unis. Elle a été fondée le 12 avril 1820 par David Seixas. Pennsylvania School for the Deaf est la troisième plus ancienne école aux États-Unis.

## Histoire
Son fondateur, David Seixas (1788-1864), était un marchand de vaisselle qui est devenu concerné par le sort des enfants sourds pauvres qu'il a observées dans les rues de la ville. 
En 1819, David accueille des jeunes sourds dans sa maison privée sur Market Street, à l'ouest de 16th Street et il eux offre de la nourriture, des vêtements et de l'instruction, le tout à ses frais. Le travail de David devient connus dans la région et il a loué un bureau pour accueillir des autres élèves. En 1821, les citoyens de Philadelphie décident d'aider David en incorporant une société de bienfaisance: Pennsylvania Institution for the Deaf and Dumb. 
L'un des premiers dirigeants de PSD est le français sourds Laurent Clerc.